# Sântejude, Cluj

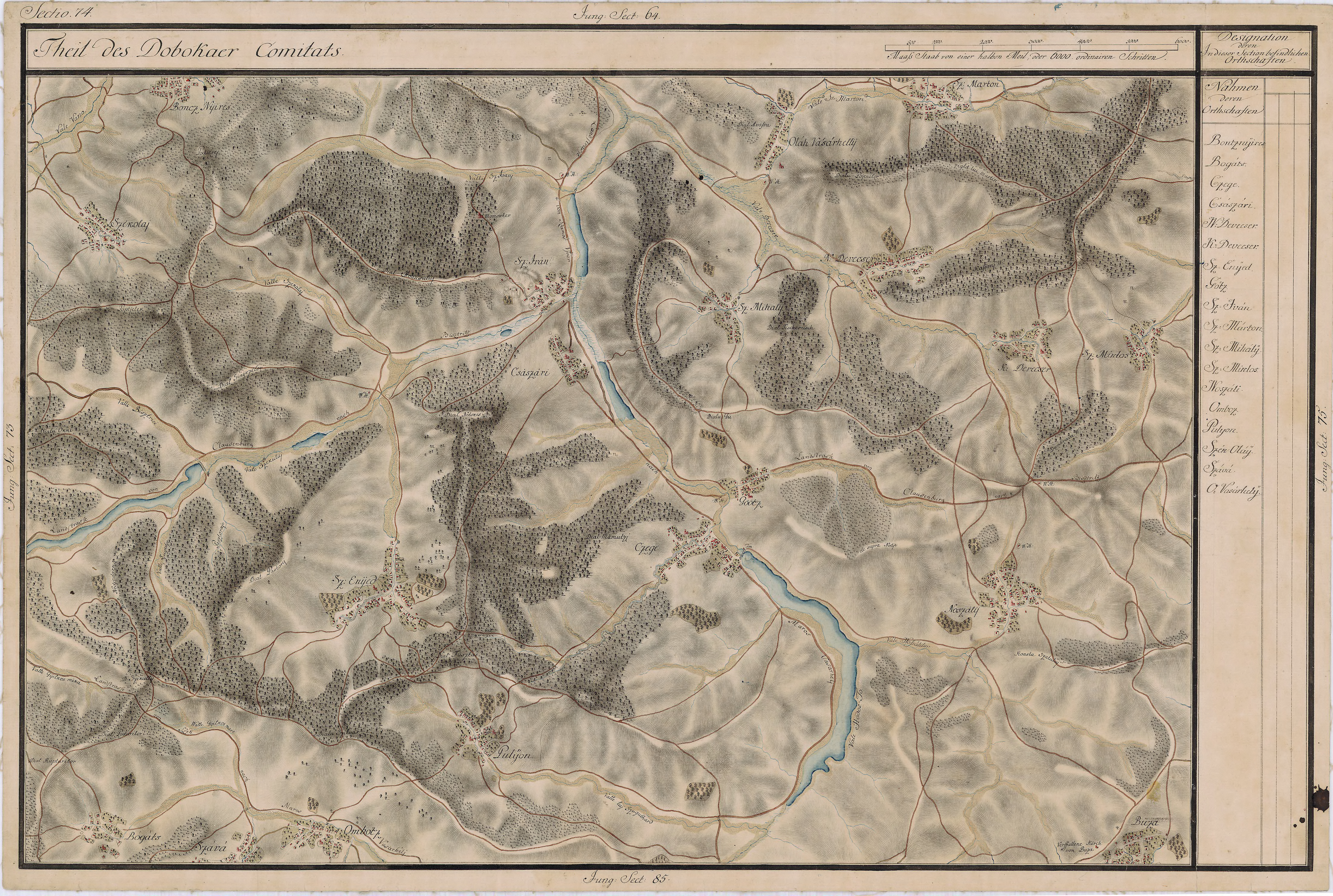
Sântejude pe Harta Iosefină a Transilvaniei, 1769-73

Sântejude (în maghiară Szentegyed, în traducere „Sfântu Egidiu”) este un sat în comuna Țaga din județul Cluj, Transilvania, România.

## Istoric
Satul este atestat documentar pentru prima dată în 1173. De satul Sântejude aparțin cătunele Sântejude-Vale și Lughet. Cătunul Sântejude-Vale s-a dezvoltat după 1990 ca o zonă turistică cu cabane și zone de agrement, folosite în special de locuitorii orașului Gherla. Cătunul Lughet este astăzi practic dispărut, cu o singură gospodărie, după sistematizarea forțată din anii '80. Înainte de sistematizare avea aproximativ 15-20 gospodării și 50 de locuitori.
În secolul al XIV-lea este atestată o biserică din piatră dedicată Sfântului Egidiu, iar așezarea apare menționată drept Scenthegyud în 1320, apoi Zentegied în 1496. 
În luna august 1866, învățătorul Petru Grama a  ținut în comuna Sântejude cursul de industrie casnică al profesorului universitar Aurel Simon.. 

## Obiective turistice
- Biserica de lemn „Sfântul Dumitru” (1701).
- Lacurile din zona Sântejude-Vale (Sântejude 1 și Sântejude 2).

## Imagini

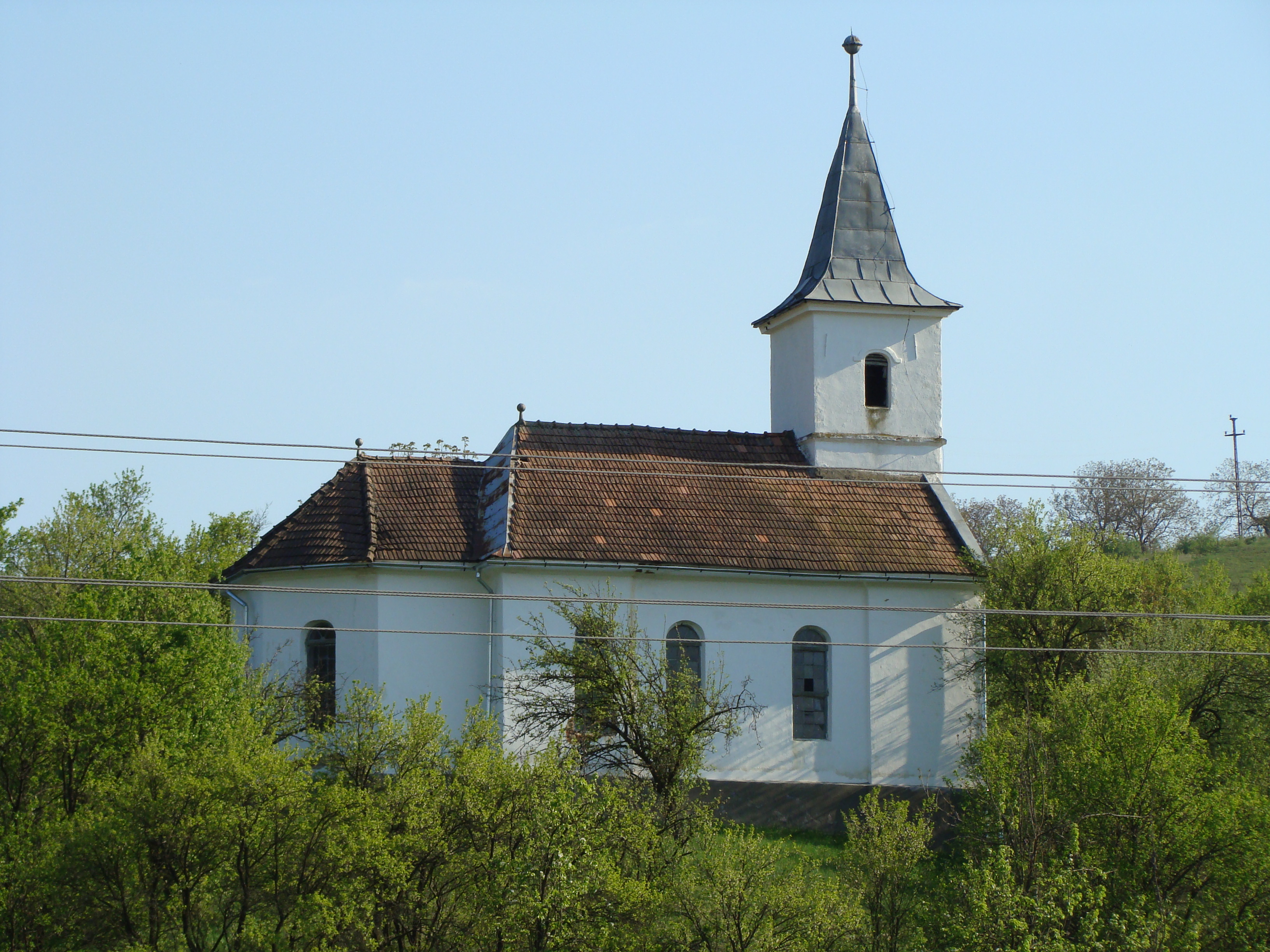
Biserica reformată (1902)
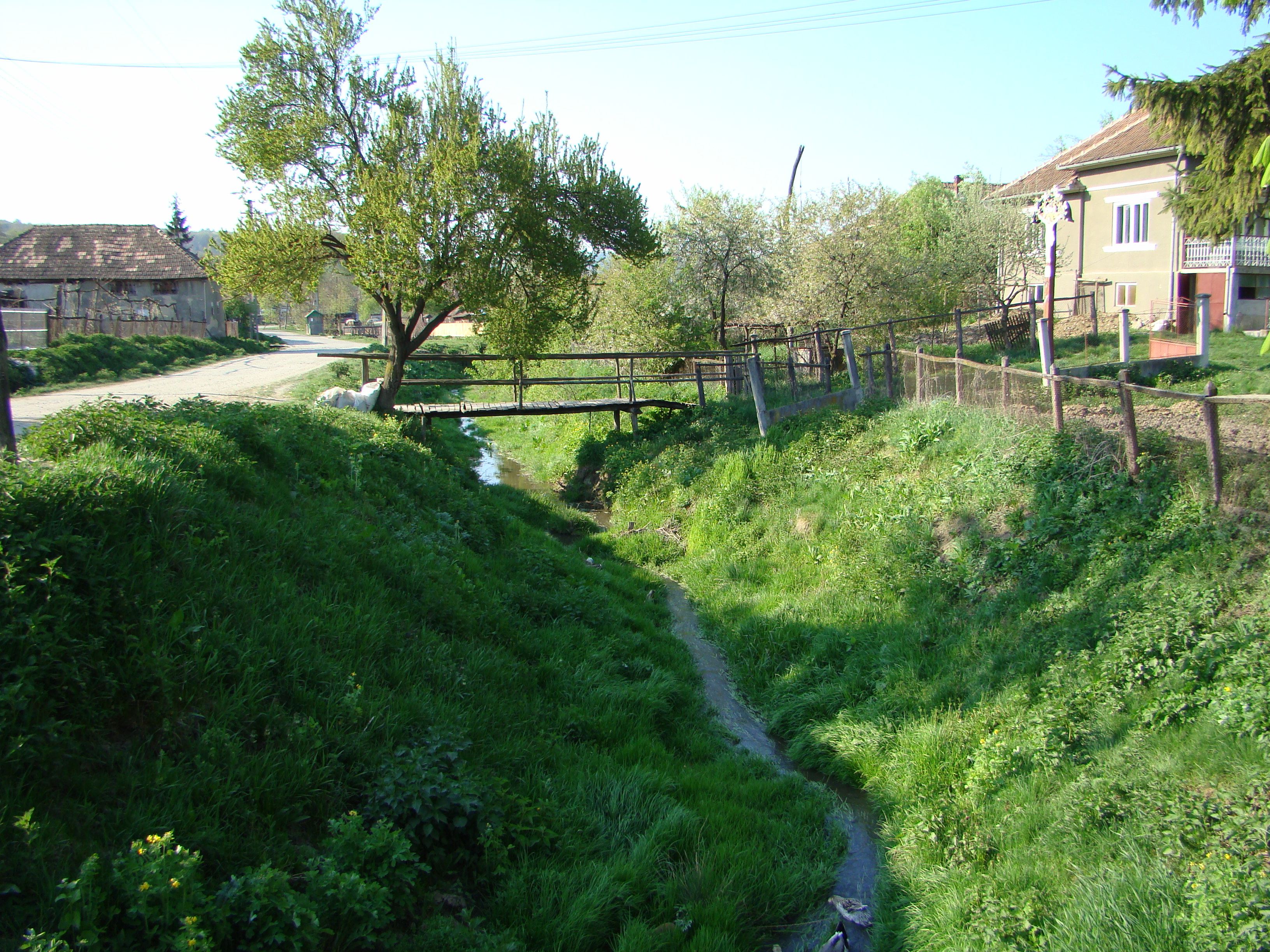
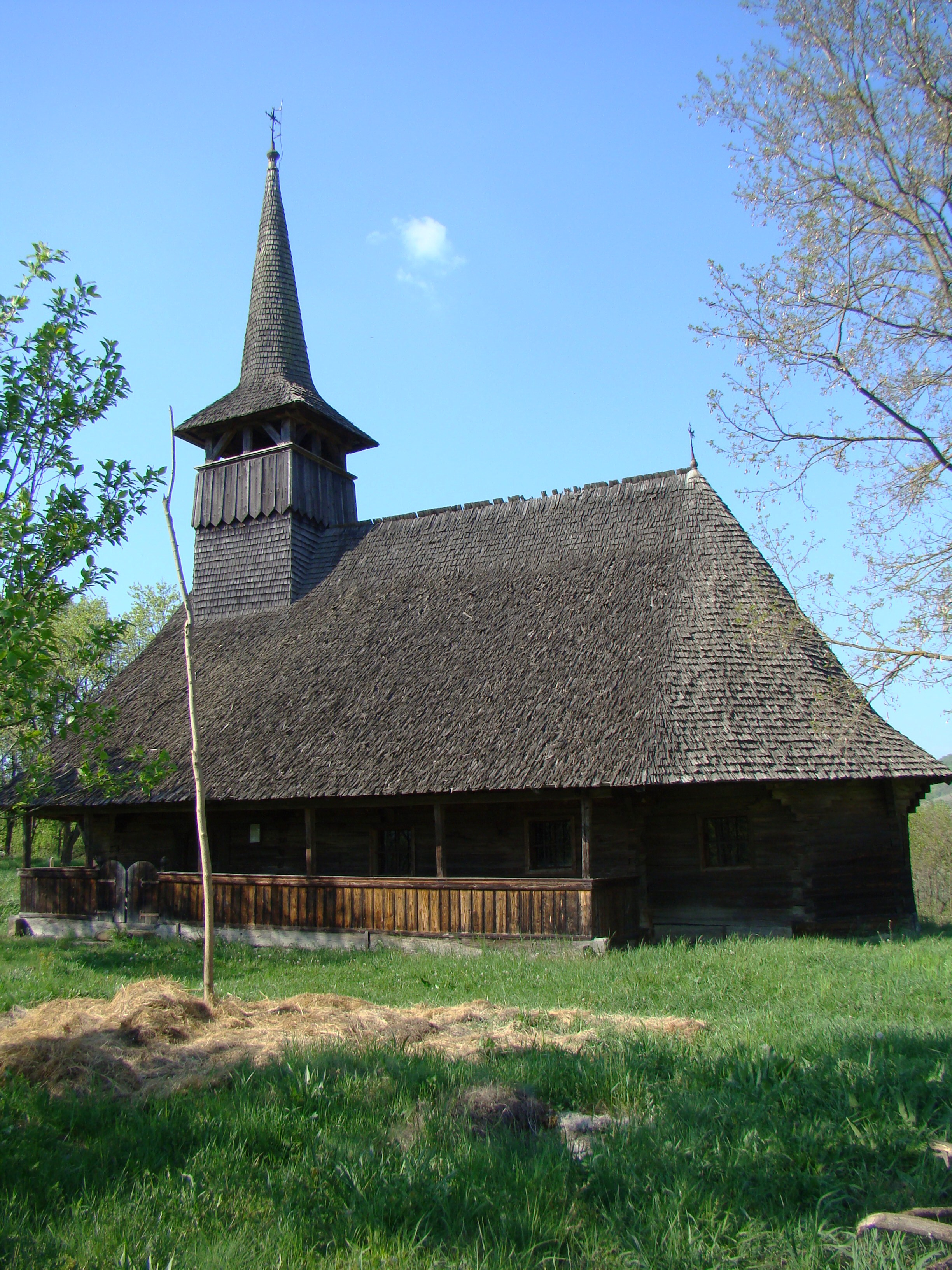
Biserica de lemn „Sfântul Dumitru”
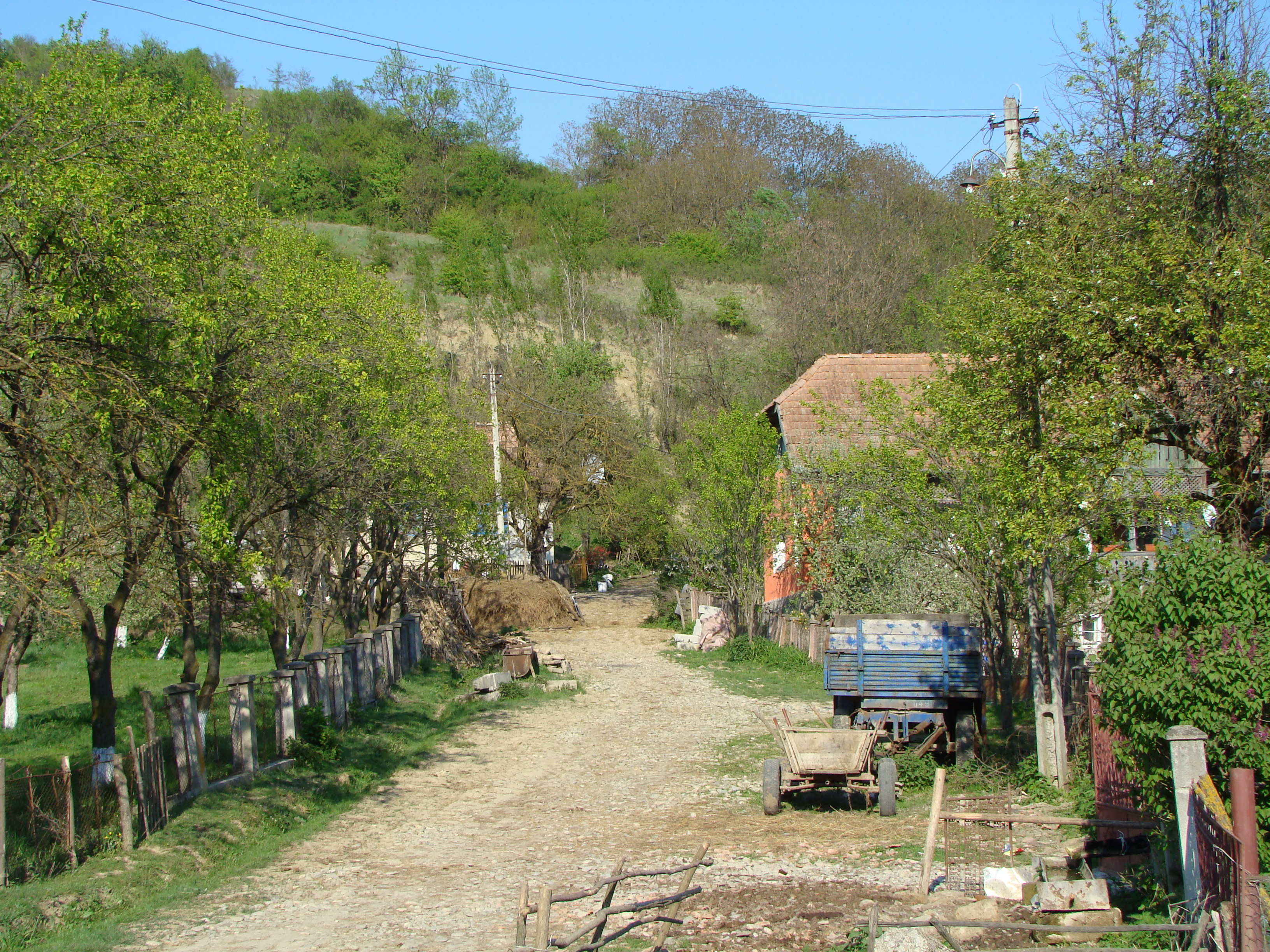
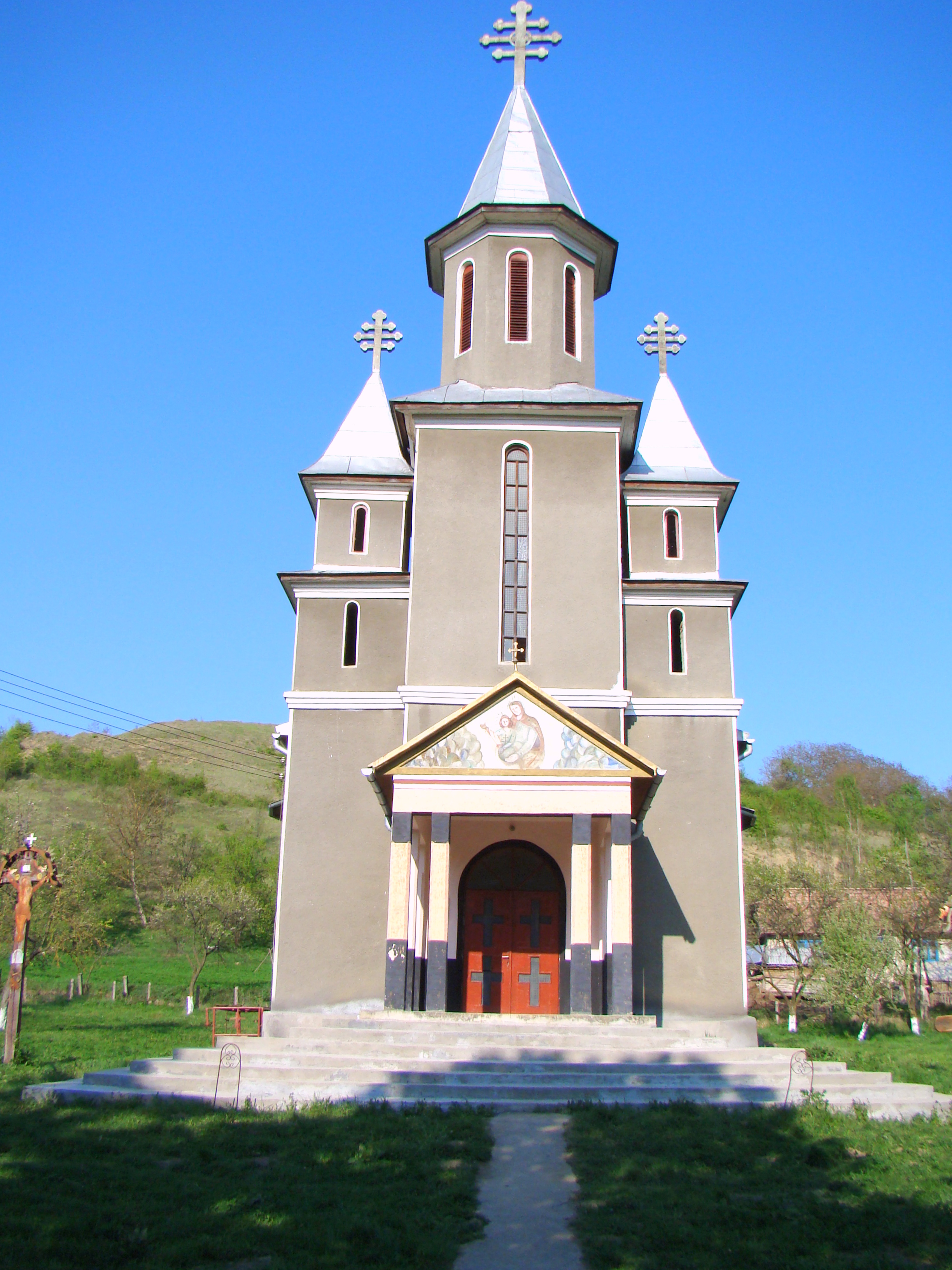
Biserica ortodoxă de zid (1976)